# Gone in Sixty Seconds (pel·lícula de 2000)
Gone in 60 Seconds (també coneguda com Gone in Sixty Seconds) és una pel·lícula d'acció de robatoris del 2000 protagonitzada per Nicolas Cage, Angelina Jolie, Giovanni Ribisi, Christopher Eccleston, Robert Duvall, Vinnie Jones, Delroy Lindo, Chi McBride i Will Patton. La pel·lícula va ser dirigida per Dominic Sena, escrita per Scott Rosenberg, i produïda per Jerry Bruckheimer. És un remake de la pel·lícula del mateix nom de H. B. Halicki.
La pel·lícula es va rodar a Los Angeles i Long Beach (Califòrnia). Va ser estrenada el 9 de juny de 2000 per Buena Vista Pictures (a través del seu segell Touchstone Pictures). En ser llançada, Gone in 60 Seconds va rebre crítiques generalment negatives per la seva escriptura, la seva direcció, així com les seqüències d'actuació i d'acció. Malgrat la resposta crítica, la pel·lícula va recaptar 237 milions de dòlars contra un pressupost de producció estimat de 90 milions de dòlars.

## Argument
El lladre de cotxes Kip Raines treballa amb la seva banda per robar cinquanta cotxes de gamma alta per Raymond Calitri, un gàngster britànic a Long Beach (Califòrnia). Després de robar un Porsche 996 d'una sala d'exposicions, Kip, sense voler-ho, porta la policia al magatzem de la seva tripulació, obligant els lladres a fugir. Els detectius Castlebeck i Drycoff confiquen els cotxes robats i obren una investigació. Atley Jackson, el soci de Calitri, s'acosta al germà gran de Kip, Randall "Memphis" Raines, un lladre de cotxes notori però reformat. Memphis es troba amb Calitri, que ha segrestat Kip i té la intenció de matar-lo en una trituradora de cotxes. Memphis accepta robar els cinquanta cotxes en 72 hores, i Kip és alliberat; Calitri adverteix que si els cotxes no es lliuren a temps, Kip serà assassinat.
Memphis visita el seu mentor Otto Halliwell i reuneixen una tripulació d'antics socis: Donny Astricky, ara instructor de conducció; Esfinx, un funerari mut; i Sara "Sway" Wayland, mecànica i cambrera. Kip i la seva tripulació s'ofereixen voluntaris per ajudar, i el grup rastreja els cotxes, donant a cadascun un nom en clau; Memphis insisteix a guardar un Ford Shelby GT500 de 1967, anomenat "Eleanor" -que ja ha intentat robar abans- per al final. Mentre exploraven els cotxes, ell i Kip eviten per poc ser assassinats per una banda rival. Amb l'esperança de lliurar els cotxes abans que es puguin localitzar, la tripulació planeja robar els cinquanta cotxes en una nit.
Castlebeck i Drycoff s'assabenten que en Kip va subornar un empleat d'un concessionari Mercedes perquè demanés claus transponder tallades amb làser, la qual cosa permet als detectius revisar els cotxes Mercedes a la llista de la tripulació. Un membre de la tripulació d'en Kip roba impulsivament un Cadillac Eldorado que no es troba a la llista, i la tripulació descobreix un dipòsit d'heroïna al maleter. Castlebeck arriba, forçant la tripulació a distreure'l mentre s'eliminen les drogues. Se'n va, després d'haver comprovat que el robatori està succeint aquella nit.
La tripulació posa en marxa el seu atracament, robant els diversos cotxes i lliurant-los a Atley als molls. Mentre es preparen per utilitzar les claus transponder per robar els cotxes Mercedes, Memphis veu Castlebeck i Drycoff mirant des d'una furgoneta de vigilància. Abandonant els cotxes sota vigilància, la tripulació irromp al lot de la policia, distreint el guàrdia i robant els cotxes Mercedes originalment robats per la tripulació de Kip; el pla es veu obstaculitzat temporalment quan el gos d'Otto menja, i finalment escup, les claus. Memphis i Sway reaviven el seu romanç passat mentre roben un Lamborghini Diablo. Castlebeck i Drycoff tornen al magatzem confiscat a la tripulació de Kip. Després d'haver trobat trossos d'una làmpada blacklight trencada, els detectius descobreixen la llista de cinquanta cotxes de la tripulació escrita amb pintura sensible als ultraviolats. Amb massa cotxes per rastrejar, Castleback se centra en el Shelby GT500, sabent que Memphis el robarà l'últim i determina la ubicació de l'únic Shelby de 1967 a la zona. Quan la tripulació roba un Cadillac Escalade, la seguretat és alertada i un membre de la tripulació d'en Kip resulta ferit. Memphis roba l'Eleanor just quan arriben els detectius, i condueix la policia a una persecució per la ciutat fins a una drassana. En arribar al Pont Vincent Thomas, bloquejat per un accident, Memphis fa saltar l'Eleanor de la rampa d'una grúa i aterra a l'altre costat, evadint la policia.
Memphis arriba al desballestador de Calitri amb dotze minuts de retard, i Calitri es nega a acceptar el Shelby lleugerament danyat, ordenant als seus homes aixafar el cotxe i matar Memphis. En Kip i l'Atley utilitzen la grua del dipòsit de ferralla per noquejar els secuaços, i un Calitri armat persegueix Memphis al magatzem mentre arriben els detectius. Calitri es prepara per disparar a Castlebeck, però Memphis pateja Calitri per sobre d'una barana fins a la seva mort. Castlebeck, agraït, deixa Memphis en llibertat, i Memphis li diu on trobar el vaixell portacontenidors ple de cotxes robats.
La tripulació celebra amb una barbacoa, i Kip revela que ha comprat a Memphis un Shelby GT500 de 1967 en ruïnes que Memphis també anomenat "Eleanor". L'Otto promet restaurar el cotxe i Memphis convida a Sway a fer un passeig, però el cotxe s'avaria just quan marxen.

## Repartiment
- Nicolas Cage com a Randall "Memphis" Raines, un antic lladre de cotxes que surt de la seva jubilació per robar 50 cotxes a canvi de la vida del seu germà.
- Angelina Jolie com a Sara "Sway" Wayland, una mecànica i cambrera que esdevé núvia de Memphis
- Robert Duvall com a Otto Halliwell, antic mentor de Memphis
- Will Patton com a Atley Jackson, soci de Raymond Calitri
- Delroy Lindo com el detectiu Roland Castlebeck, un detectiu de policia que investiga cotxes robats, que va darrere de Memphis
- Giovanni Ribisi com a Kip Raines, un lladre de cotxes i germà de Memphis
- Christopher Eccleston com a Raymond Calitri, un gàngster britànic i antic cap de Kip que encarrega a Memphis la tasca de lliurar-li 50 cotxes robats a canvi de la vida de Kip.
- Vinnie Jones com "Sphinx", un funerari mut
- Scott Caan com a "Tumbler"
- T.J. Cross com a "home mirall"
- James Duval com a Freb
- Timothy Olyphant com el detectiu Drycoff, el company del detectiu Roland que també persegueix Memphis
- Chi McBride com a Donny Astricky
- William Lee Scott com a Toby
- Grace Zabriskie com a Helen Raines
- Frances Fisher com a Junie Halliwell
- Stephen Shellen com a Roger
- Harry Van Gorkum com a Forge
- Trevor Goddard com a Don
- Master P com a Johnny "Johnny B"
- Carmen Argenziano com a detectiu Mayhew
- Bodhi Elfman com a "Fuzzy" Frizzel
- Arye Gross com a James Lakewood
- Dan Hildebrand com a Saül
- Michael Peña com a Ignacio
- John Carroll Lynch com a gerent de confiscació

### Cotxes mostrats
Els 50 cotxes, robats a la pel·lícula, s'enumeren a continuació. S'enumeren en el mateix ordre que es veu a la pel·lícula; per any i model, juntament amb els seus respectius noms en clau.
| #  | Any  | Automòbil                                 | Codi     | #  | Any  | Automòbil                               | Codi      |
| -- | ---- | ----------------------------------------- | -------- | -- | ---- | --------------------------------------- | --------- |
| 1  | 1999 | Aston Martin DB7                          | Mary     | 26 | 1999 | Infiniti Q45                            | Rachel    |
| 2  | 1962 | Aston Martin DB1                          | Barbara  | 27 | 1994 | Jaguar XJ220                            | Bernadine |
| 3  | 1999 | Bentley Arnage                            | Lindsey  | 28 | 1999 | Jaguar XK8 Coupe                        | Deborah   |
| 4  | 1999 | Bentley Azure                             | Laura    | 29 | 1990 | Lamborghini Diablo SE30                 | Gina      |
| 5  | 1964 | Bentley Continental                       | Alma     | 30 | 1999 | Lexus LS 400                            | Hillary   |
| 6  | 1959 | Cadillac Eldorado                         | Madeline | 31 | 1999 | Lincoln Navigator                       | Kimberley |
| 7  | 1958 | Cadillac Eldorado Brougham                | Patricia | 32 | 1957 | Mercedes-Benz 300SL/Gullwing            | Dorothy   |
| 8  | 1999 | Cadillac Escalade                         | Carol    | 33 | 1999 | Mercedes-Benz CL500                     | Donna     |
| 9  | 2000 | Cadillac Eldorado STSPlantilla:Dubious    | Daniela  | 34 | 1999 | Mercedes-Benz S600                      | Samantha  |
| 10 | 1957 | Chevrolet Bel Air Convertible             | Stefanie | 35 | 1998 | Mercedes Benz SL 600                    | Ellen     |
| 11 | 1969 | Chevrolet Camaro Z28                      | Erin     | 36 | 1950 | Mercury Custom                          | Gabriela  |
| 12 | 1953 | Chevrolet Corvette                        | Pamela   | 37 | 1971 | Plymouth Hemi ‘Cuda                     | Shannon   |
| 13 | 1967 | Chevrolet Corvette Stingray L71           | Stacey   | 38 | 1969 | Plymouth Road Runner                    | Jessica   |
| 14 | 2000 | Ford F-Series F-350 4×4 Pickup (Modified) | Ann      | 39 | 1965 | Pontiac GTO                             | Sharon    |
| 15 | 1971 | DeTomaso Pantera                          | Kate     | 40 | 1999 | Porsche 996                             | Tina      |
| 16 | 1970 | Plymouth Superbird                        | Vanessa  | 41 | 2000 | Porsche Boxster                         | Marsha    |
| 17 | 1998 | Dodge Viper Coupé GTS                     | Denise   | 42 | 1961 | Porsche 356B Speedster                  | Natalie   |
| 18 | 1995 | Ferrari F355 B                            | Diane    | 43 | 1988 | Porsche 959                             | Virginia  |
| 19 | 1997 | Ferrari F355 F1                           | Iris     | 44 | 1997 | Porsche 911 Twin Turbo                  | Tanya     |
| 20 | 1967 | Ferrari 275 GTB/4                         | Nadine   | 45 | 2000 | Rolls-Royce Park Ward Stretch Limousine | Grace     |
| 21 | 1999 | Ferrari 550 Maranello                     | Angelina | 46 | 1966 | Shelby AC Cobra                         | Ashley    |
| 22 | 1987 | Ferrari Testarossa                        | Rose     | 47 | 1967 | Shelby Mustang GT500                    | Eleanor   |
| 23 | 1956 | Ford Thunderbird                          | Susan    | 48 | 2000 | Toyota Land Cruiser                     | Katie     |
| 24 | 2000 | GMC Yukon                                 | Megan    | 49 | 1998 | Toyota Supra Turbo                      | Lynn      |
| 25 | 1999 | Hummer H1 (2 Door)                        | Tracy    | 50 | 2000 | Volvo V70R                              | Lisa      |

## Producció

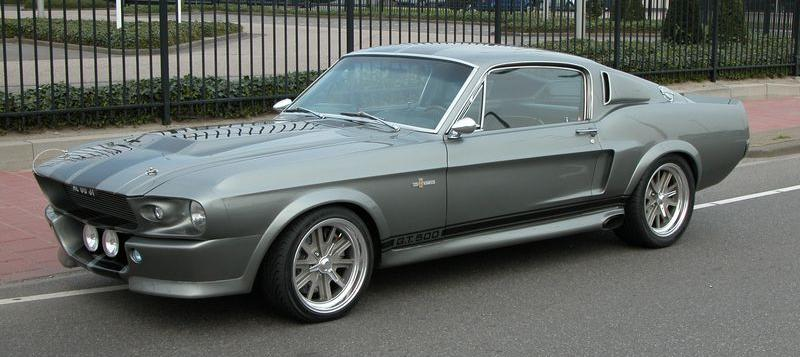
Un "Eleanor" original el 2010. Van ser creats pel dissenyador de hot rod Chip Foose, que al seu torn va basar el seu disseny en els esbossos dibuixats per l'il·lustrador Steve Stanford. Dels 12 fets, cinc van ser destruïts durant la producció de la pel·lícula.

El 1995, Denice Shakarian Halicki va signar un contracte de llicència per produir el remake amb Disney i Jerry Bruckheimer. El rodatge va començar el 1999, amb Halicki com a productor executiu.
El tràiler de la pel·lícula va ser narrat per Melissa Disney. La pel·lícula és àmpliament reconeguda com una de les primeres pel·lícules importants que empra una veu femenina al tràiler.

### Banda sonora
Una banda sonora que conté una barreja de música rock, electrònica i hip hop va ser llançada el 6 de juny de 2000 pel grup Island Def Jam Music Group. Va arribar al núm. 69 a la Billboard 200.
L'any 2000 també es va publicar un àlbum que només conté la música instrumental de Trevor Rabin per a la pel·lícula (subtitulat “Original Motion Picture Score”).

## Estrena

### Taquilla
Gone in 60 Seconds es va estrenar el 9 de juny de 2000. En el seu cap de setmana d'obertura, la pel·lícula va recaptar 25,3 milions de dòlars en 3.006 sales estatunidenques, liderant totes les pel·lícules aquell cap de setmana. Al final de l'estrena de la pel·lícula, havia recaptat 101,6 milions de dòlars a nivell nacional i 135,6 milions de dòlars internacionals, amb uns ingressos bruts totals per a la pel·lícula de 237,2 milions de dòlars arreu del món.
A causa del seu alt cost de producció i comercialització, s'estima que la pel·lícula va fer perdre a l'estudi uns 90 milions de dòlars, tot i que a causa de la comptabilitat de Hollywood Disney la va anotar com una pèrdua de 212 milions de dòlars.

### Recepció crítica
L'agregador de ressenyes Rotten Tomatoes informa que el 25% de les 138 ressenyes van donar a la pel·lícula una crítica positiva, amb una valoració mitjana de 4,40/10. El consens crític del lloc web diu: "Tot i que els oscaritzats Nicolas Cage, Angelina Jolie i Robert Duvall van participar en aquest projecte, la qualitat de Gone in 60 Seconds és decebedorament baixa. La trama no té sentit, i fins i tot les escenes de persecució de cotxes promeses són avorrides." A Metacritic, la pel·lícula té una puntuació mitjana ponderada de 35 sobre de 100, basat en 34 crítics, que indica "crítiques generalment desfavorables". El públic enquestat per CinemaScore va donar a la pel·lícula una nota mitjana de "B +" en una escala d'A + a F.
Als Stinkers Bad Movie Awards del 2000, la pel·lícula va guanyar els premis al pitjor guió per a una pel·lícula que va guanyar més de 100 milions de dòlars utilitzant les matemàtiques de Hollywood i la partitura musical més intrusiva. Angelina Jolie va rebre una nominació al pitjor pentinat a la pantalla, però va perdre davant John Travolta i Forest Whitaker per Camp de batalla: la Terra.